# Non sparate sui bambini
Pour plus de détails, voir Fiche technique et Distribution.
Non sparate sui bambini (littéralement : Ne tirez pas sur les enfants) est un film policier italien sorti en 1978, réalisé par Gianni Crea.

## Synopsis
Une famille traverse de graves difficultés économiques. Le père est malade, le fils cadet se drogue, et le fils aîné, Dino, perd son travail. Pour survivre, Dino devient voleur. En fuite avec ses complices qui se réfugient dans une école, il risque sa vie pour sauver les enfants et la maîtresse, s'interposant entre eux et ses complices. Chemin inespéré de rédemption.

## Fiche technique
- Titre italien original : Non sparate sui bambini
- Réalisation : Gianni Crea
- Scénario : Manuel Vita
- Genres : film dramatique, film policier
- Musique : Stelvio Cipriani
- Production : Cabes Cinematografica
- Photographie : Maurizio Centini
- Montage : Gianfranco Amicucci
- Durée : 84 minutes
- Décors : Giorgio Marzelli
- Pays de production :  Italie
- Langue originale : italien
- Année de sortie : 1978

## Distribution
- Giancarlo Prete : Dino Settimi
- Eleonora Giorgi : Ilda
- Italo Gasperini : Beaumont
- Marco Gelardini : Marco Settimi
- Antonella Lualdi : la maîtresse
- Giampiero Albertini : M. Settimi
- Sandra Trouvè : la copine de Marco